# Димитър Асенов
Димитър Асенов (роден на 10 октомври 1981 в Горна Оряховица) е български хандбалист, който играе като разпределител. Състезател на българския Фрегата Бургас.